# Il party (singolo)
Il party è un singolo della cantante italiana Giusy Ferreri, pubblicato il 20 maggio 2005 dalla Sony BMG Music Entertainment.

## Descrizione
Il brano, con cui la cantante esordisce da solista nel mondo musicale, è stato sostanzialmente stroncato al momento della pubblicazione, oltre ad essere stato scartato alle selezioni di Sanremo Nuove Proposte 2005.

## Produzione e composizione
Il party è stato prodotto dall'ingegnere del suono indipendente Maurizio Parafioriti per l'etichetta discografica ESM/SpheriKa. Il testo è stato, invece, scritto dalla cantante in collaborazione con Roberto Zappalorto. Nell'ottobre 2008, in occasione dell'uscita del primo album in studio della cantante, il suddetto brano è stato poi prodotto dal cantautore e produttore discografico Tiziano Ferro e dal cantautore, paroliere e compositore Roberto Casalino.
Il party è una traccia caratterizzata da influenze dance pop che tratta della noia nei rapporti d'amore. Riguardo al testo, Giusy Ferreri ha spiegato:

## Distribuzione
Il 20 maggio 2005, Il party è stato messo in commercio dalla cantante come singolo stand-alone. Il 14 novembre 2008 il singolo è stato inserito come bonus track del primo album in studio della cantante Gaetana.

## Accoglienza
Il party ha ricevuto recensioni generalmente positive da parte della critica musicale. Cristiana Vianello di Musica e dischi ha definito tutte le tracce contenute in Gaetana (tra cui Il party) «un capitolo essenziale a formare una storia». Gianluca Capaldo di NonSoloCinema ha definito Il Party «canzone allegra e spensierata» mentre il portale di musica online Rockol ha giudicato negativamente il brano, sentenziando che «lascia il tempo che trova».

## Video musicale
Il videoclip è stato pubblicato sulla piattaforma web YouTube ed è ambientato in un hotel. Riguardo al mancato successo del video, Giusy Ferreri, durante un'intervista rilasciata al quotidiano italiano La Stampa nel 2008, ha dichiarato:

## Tracce
1. Il party – 3:37
2. Linguaggio immaginario – 4:18
3. Il party (Instrumental) – 3:36